# حب أسري

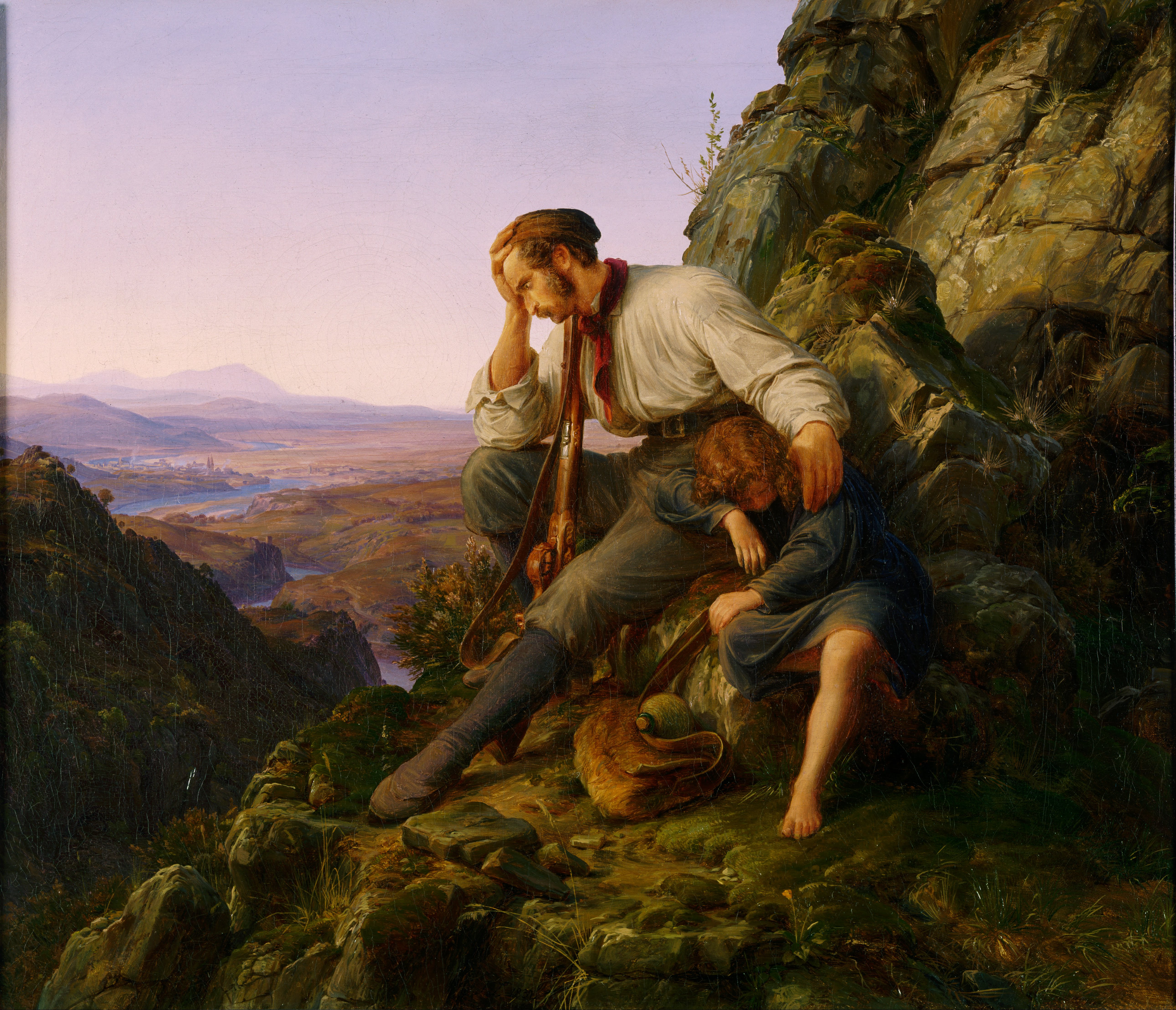
لوحة الرسام الألماني كارل فريدريك ليسينج بعنوان اللص وابنه عام 1832.

الحب الأسري أو ستورجي (/ˈstɔːrɡi/، باللغة اليونانية القديمة: στοργή)، تشير إلى عاطفة المودة والحب الجياشة مثل حب أحد الوالدين تجاه الابن والعكس صحيح.
في علم النفس الاجتماعي، يوجد مصطلح آخر للتعبير عن علاقة الحب والمودة بين الأصدقاء وهو فيلا أي المحبة.

## التعريف
الحب الأسري هو عاطفة جياشة من المشاعر واسعة النطاق يمكن أن تنطبق بين أفراد الأسرة الواحدة، بين الأصدقاء، بين البشر وحيوانتهم الأليفة، بين الرفقاء والزملاء، يمكن أن تمتزج مع أنواع روابط أخرى مثل الحب العاطفي أو الصداقة.
لذلك، يمكن استخدام مصطلح ستورجي كمصطلح عام لوصف الحب بين الأصدقاء الاستثنائيين، والرغبة في الاهتمام ببعضهم البعض بحنان.

## الحب
أحيانا، يستخدم مصطلح ستورجي للتعبير عن عاطفة الحب بين الزوجين الملتزمين بعلاقة طويلة معا، خصوصا إذا بدأت العلاقة بينهم بشغف وشبق كبير.
يستخدم المصطلح أيضا لوصف علاقة جنسية بين شخصين تطورت من مرحلة صداقة. لا يستطيع أحد الطرفين تحديد اللحظة التي تحولت فيها العلاقة من صداقة إلى حب. لذلك، يعتبر عشاق ستورجي أنفسهم أصدقاء في المرحلة الأولى فلا تتوقف صداقتهم لو تفككت العلاقة الجنسية بينهم.
يريد العشاق أن يصبح رفيقهم هو أفضل صديق ليهم، يختارونه على أساس أهداف واهتمامات مشتركة.
تقاس العاطفة بين الطرفين بمدى إلتزام الطرفين بجانبه ودور للحفاظ على الثقة بينهم. ينظر إلى الزواج وإنجاب أطفال على أنهم أهداف مشروعة طويلة المدى.

## المزايا
يمتاز الحب الأسري بالرغبة في الاهتمام بالطرف الأخر وفهمه، بالإضافة إلى شعور الألفة التي يتشاركونها.

## العيوب
لا يعيب عاطفة الستورجي إلا ضياع الوقت خصوصا إذا انتهت الصداقة بشكل سيء.

## وصلات خارجية
- استعراض لروبرت كارين.أصبحت متعلقًا: العلاقات الأولى وكيف تتشكل لدينا القدرة على الحب.